# Koronás majna
A koronás majna (Ampeliceps coronatus) a madarak osztályának verébalakúak (Passeriformes) rendjébe és a seregélyfélék (Sturnidae) családjába tartozó Ampeliceps nem egyetlen faja.

## Rendszerezése
A nemet és a fajt is Edward Blyth angol zoológus írta le 1869-ben.

## Előfordulása
India, Kambodzsa, Kína, Laosz, Malajzia, Mianmar, Thaiföld és Vietnám területén honos, a Brit Indiai-óceáni Területén betelepített faj. Természetes élőhelyei a szubtrópusi vagy trópusi síkvidéki esőerdők, valamint másodlagos erdők. Állandó, nem vonuló faj.

## Megjelenése
Testhossza 20 centiméter, testtömege 78-99 gramm.

## Természetvédelmi helyzete
Az elterjedési területe nagyon nagy, egyedszáma ugyan csökken, de még nem éri el a kritikus szintet. A Természetvédelmi Világszövetség Vörös listáján nem fenyegetett fajként szerepel.